# Kerékpározás az 1980. évi nyári olimpiai játékokon
Az 1980. évi nyári olimpiai játékokon a kerékpározásban hat versenyszámot rendeztek.

## Éremtáblázat
A rendező ország csapata eltérő háttérszínnel, az egyes számoszlopok legmagasabb értéke, vagy értékei vastagítással kiemelve.
| Az 1980. évi nyári olimpiai játékok éremtáblázata kerékpározásban | Az 1980. évi nyári olimpiai játékok éremtáblázata kerékpározásban | Az 1980. évi nyári olimpiai játékok éremtáblázata kerékpározásban | Az 1980. évi nyári olimpiai játékok éremtáblázata kerékpározásban | Az 1980. évi nyári olimpiai játékok éremtáblázata kerékpározásban | Olimpia  |
| ----------------------------------------------------------------- | ----------------------------------------------------------------- | ----------------------------------------------------------------- | ----------------------------------------------------------------- | ----------------------------------------------------------------- | -------- |
|                                                                   | Ország                                                            | Arany                                                             | Ezüst                                                             | Bronz                                                             | Összesen |
| 1.                                                                | Szovjetunió (URS)                                                 | 3                                                                 | 1                                                                 | 2                                                                 | 6        |
| 2.                                                                | NDK (GDR)                                                         | 2                                                                 | 2                                                                 | 0                                                                 | 4        |
| 3.                                                                | Svájc (SUI)                                                       | 1                                                                 | 0                                                                 | 0                                                                 | 1        |
|                                                                   |                                                                   |                                                                   |                                                                   |                                                                   |          |
| 4.                                                                | Franciaország (FRA)                                               | 0                                                                 | 2                                                                 | 0                                                                 | 2        |
| 5.                                                                | Lengyelország (POL)                                               | 0                                                                 | 1                                                                 | 0                                                                 | 1        |
|                                                                   |                                                                   |                                                                   |                                                                   |                                                                   |          |
| 6.                                                                | Csehszlovákia (TCH)                                               | 0                                                                 | 0                                                                 | 2                                                                 | 2        |
| 7.                                                                | Dánia (DEN)                                                       | 0                                                                 | 0                                                                 | 1                                                                 | 1        |
| 7.                                                                | Jamaica (JAM)                                                     | 0                                                                 | 0                                                                 | 1                                                                 | 1        |
|                                                                   |                                                                   |                                                                   |                                                                   |                                                                   |          |
| Összesen                                                          | Összesen                                                          | 6                                                                 | 6                                                                 | 6                                                                 | 18       |

## Érmesek

### Országúti számok
| Az 1980. évi nyári olimpiai játékok érmesei országúti kerékpározásban |                                                                                                  |                                                                                         | |
| Versenyszám                                                           | Arany                                                                                            | Ezüst                                                                                   | Bronz                                                                                              |
| Férfi országúti mezőnyverseny (189 km)                                | Szergej Szuhorucsenkov · Szovjetunió (URS) · 4:48:28.9                                           | Czesław Lang · Lengyelország (POL) · 4:51:26.9                                          | Jurij Barinov · Szovjetunió (URS) · 4:51:26.9                                                      |
| Országúti csapatverseny (100 km)                                      | Szovjetunió (URS) · Jurij Kasirin · Oleg Logvin · Szergej Selpakov · Anatolij Jarkin · 2:01:21.7 | NDK (GDR) · Falk Boden · Bernd Drogan · Olaf Ludwig · Hans-Joachim Hartnick · 2:02:53.2 | Csehszlovákia (TCH) · Michal Klasa · Vlastibor Konečný · Alipi Kostadinov · Jiří Škoda · 2:02:53.9 |

### Pályakerékpár
| Az 1980. évi nyári olimpiai játékok érmesei pálya-kerékpározásban | |                                                                                           |                                                                              |
| Versenyszám                                                       | Arany                                                                                                 | Ezüst                                                                                     | Bronz                                                                        |
| Repülőverseny (1000 m)                                            | Lutz Heßlich · NDK (GDR) · 11.40                                                                      | Yavé Cahard · Franciaország (FRA)                                                         | Szergej Kopilov · Szovjetunió (URS)                                          |
| 1000 m időfutam                                                   | Lothar Thoms · NDK (GDR) · 1:02.955 VCS                                                               | Alekszandr Panfilov · Szovjetunió (URS) · 1:04.845                                        | David Weller · Jamaica (JAM) · 1:05.241                                      |
| 4000 méteres üldözőverseny                                        | Robert Dill-Bundi · Svájc (SUI) · 4:35.66                                                             | Alain Bondue · Franciaország (FRA) · 4:42.96                                              | Hans-Henrik Ørsted · Dánia (DEN) · 4:36.54                                   |
| Férfi 4000 méter csapat üldözőverseny                             | Szovjetunió (URS) · Viktor Manakov · Valerij Movcsan · Vlagyimir Oszokin · Vitalij Petrakov · 4:15.70 | NDK (GDR) · Gerald Mortag · Uwe Unterwalder · Matthias Wiegand · Volker Winkler · 4:19.67 | Csehszlovákia (TCH) · Teodor Černý · Martin Penc · Jiří Pokorný · Igor Sláma |